# Kilian Ignaz Dientzenhofer

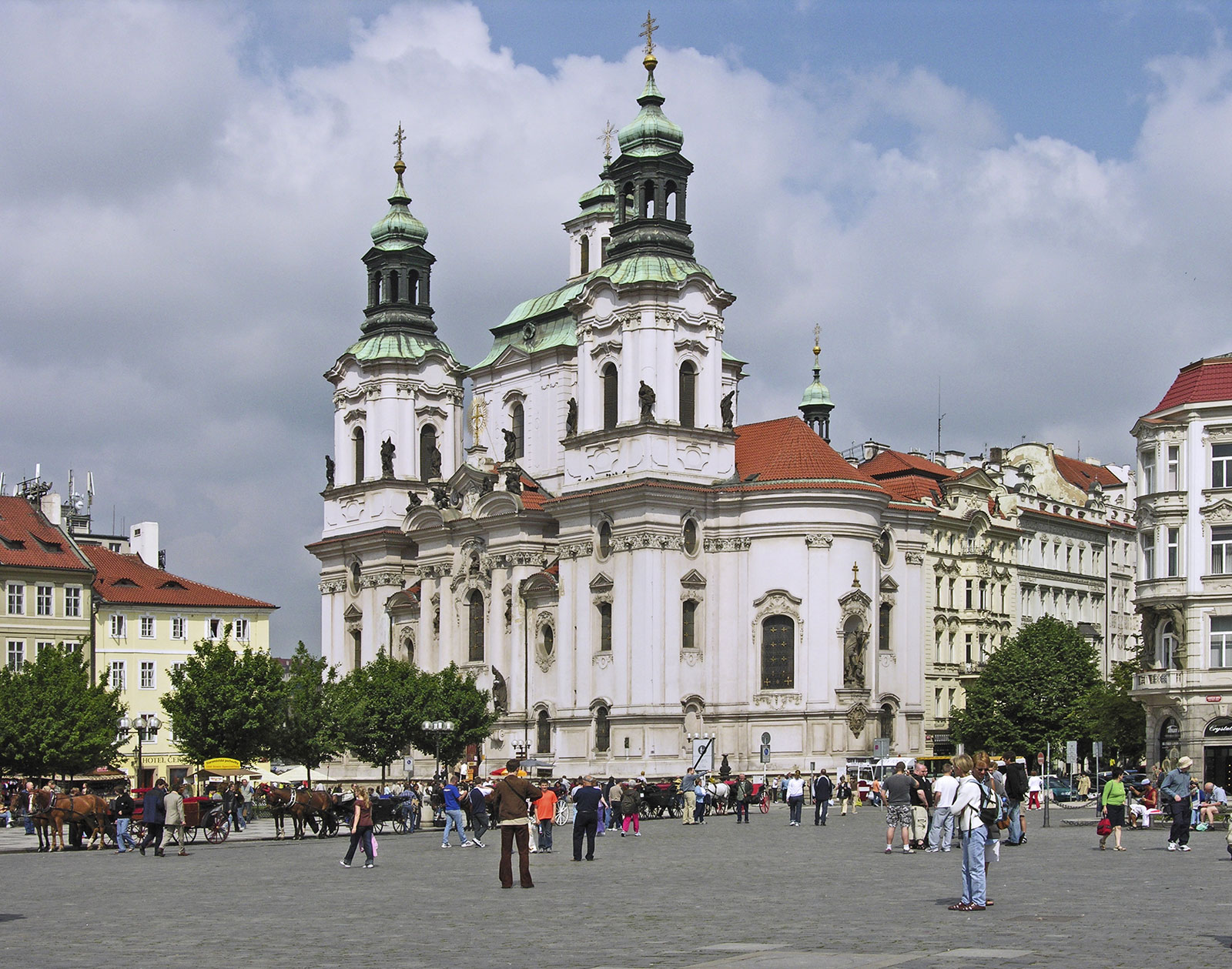
Kościół św. Mikołaja na Starym Mieście w Pradze

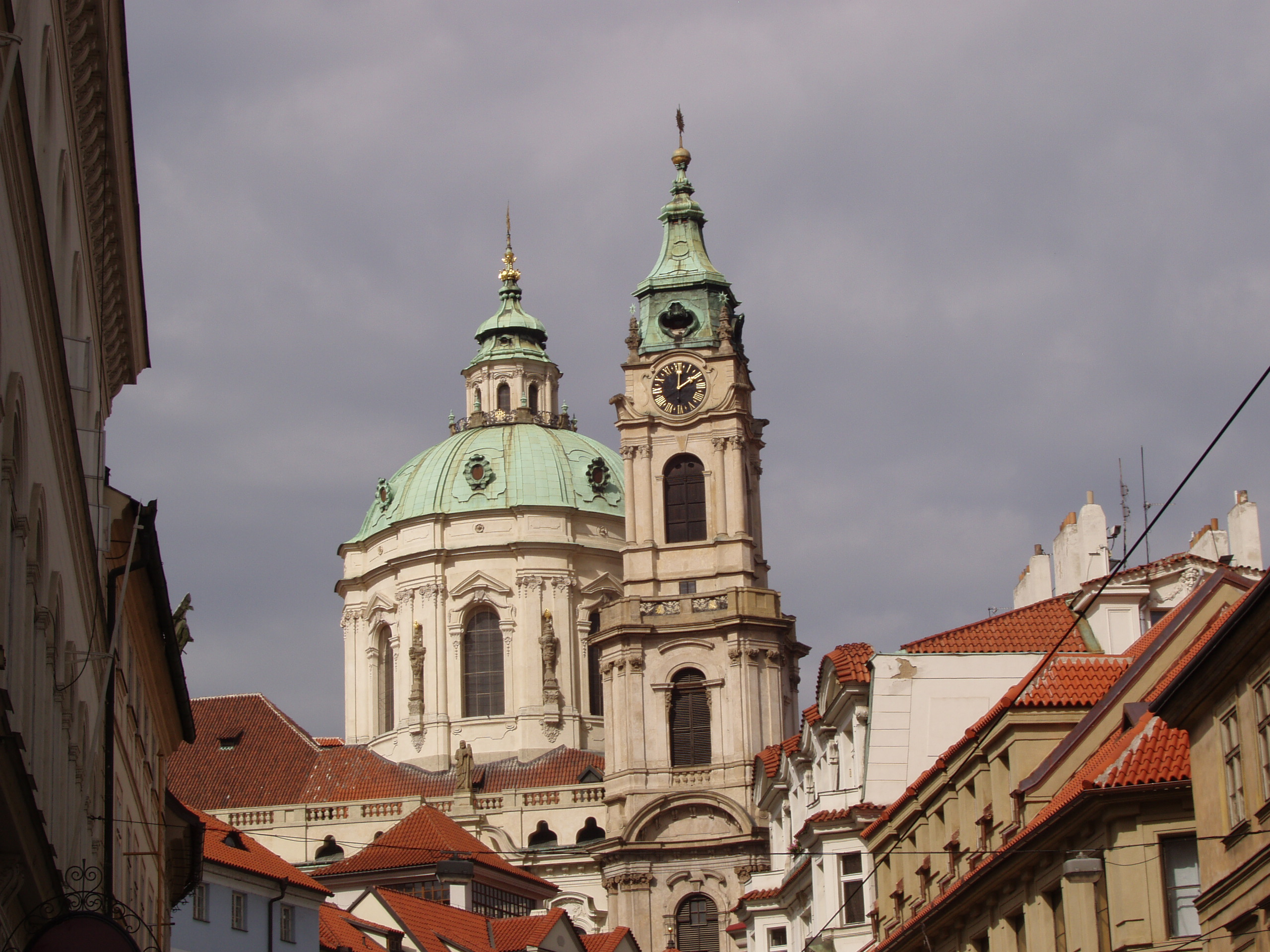
Kościół św. Mikołaja w Pradze (Malá Strana)

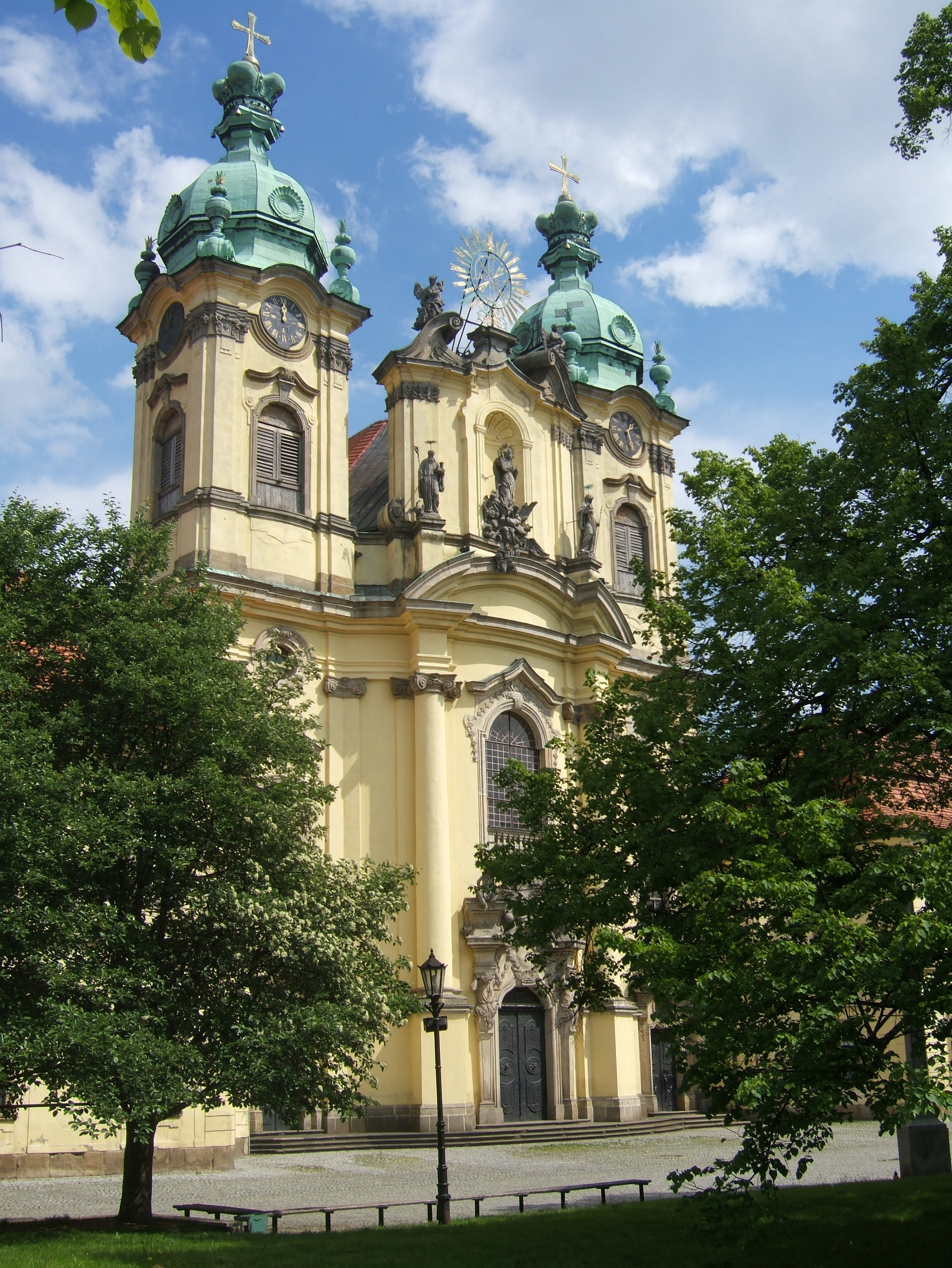
Opactwo benedyktynów w Legnickim Polu

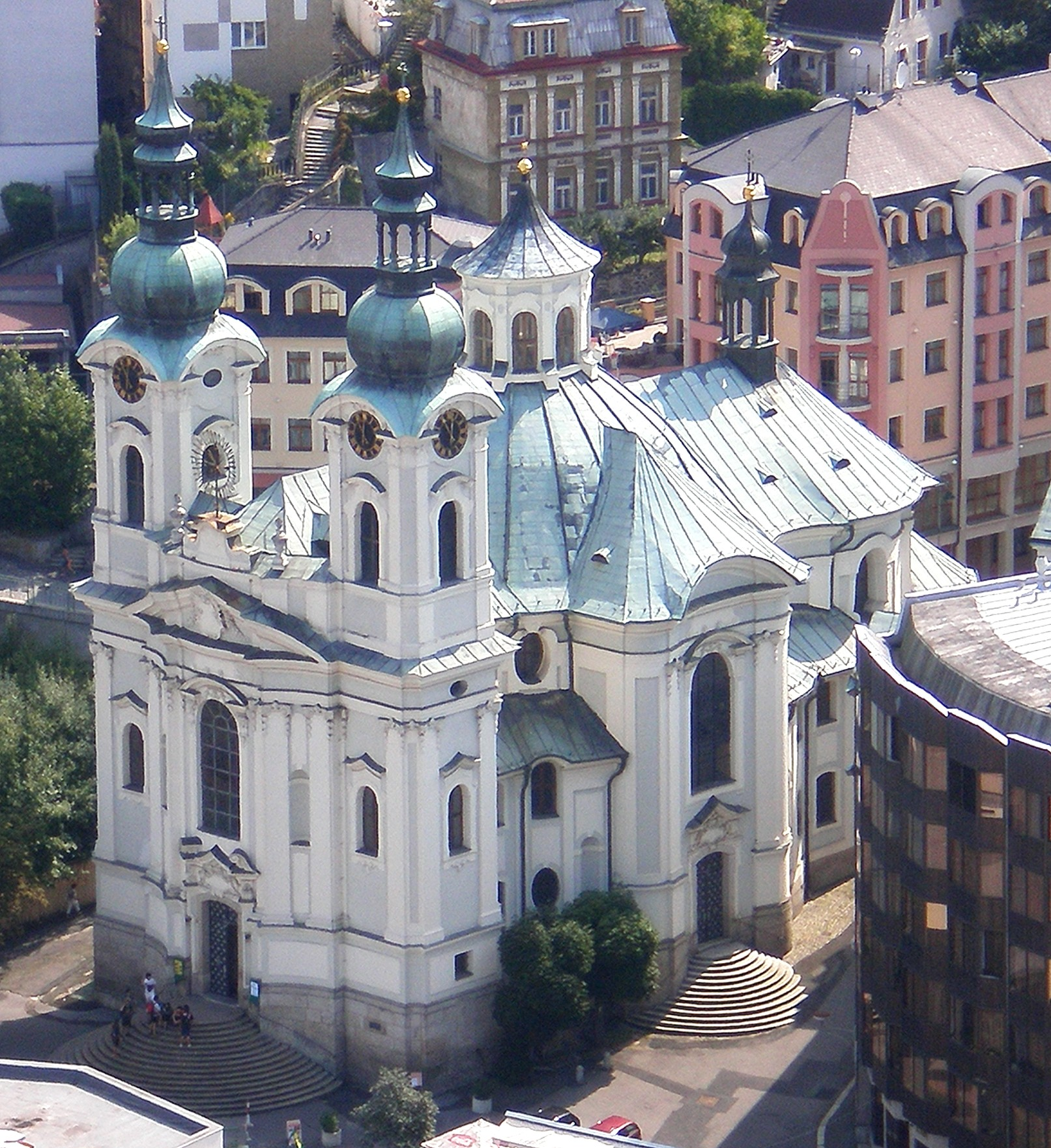
kościół św. Marii Magdaleny w Karlovych Varach

Kilian Ignaz Dientzenhofer, Kilián Ignác Dientzenhofer (ur. 1 września 1689 w Pradze, zm. 18 grudnia 1751 tamże) – czeski architekt, najwybitniejszy przedstawiciel czeskiego baroku.

## Życiorys
Był synem Christopha, bratankiem Johanna i Johanna Leonharda. Uczył się w kolegium jezuitów na Malej Stranie, później studiował filozofię i matematykę na Uniwersytecie Karola i w Wiedniu.
Architektury uczył się u swego ojca. Wzorował się na Guarino Guarinim, Johannie Lucasie von Hildebrandcie i Francesco Borrominim. Był mistrzem w tworzeniu nowatorskich, oryginalnych planów budowli.
Współpracował z Janem Santinim-Aichelem, a w późniejszym okresie ze swoim zięciem, Anselmem Luragem.

## Dzieła
w Pradze:
- opactwo benedyktynów w Břevnovie (ok. 1717),
- Vila Amerika, obecnie muzeum Antonína Dvořáka (1717–1720),
- kościół św. Jana Nepomucena i klasztor urszulanek na Hradczanach (1720–1728),
- fasada Lorety (1723, nieznany autor planów),
- biblioteka Clementinum (1723),
- dom U Zlatého jelena przy obecnej ulicy Tomášskiej (1725–1726),
- barokowa przebudowa kościoła św. Tomasza na Malej Stranie (1723–1731),
- kościół św. Katarzyny na Nowym Mieście,
- kościół NMP elżbietanek przy ulicy Na Slupi (1725),
- kościół św. Bartłomieja na Starym Mieście (1726–1731),
- kościół św. Jana Nepomucena na Skalce na Nowym Mieście (1730–1739),
- kościół św. Karola Boromeusza na Nowym Mieście (1730–1740, obecnie prawosławna cerkiew św. Cyryla i Metodego),
- pałac Inwalidów na Karlínie (1731–1737),
- pojezuicki klasztor i kościół św. Mikołaja w Pradze na Malej Stranie (1732–1735),
- dokończenie budowy kościoła św. Mikołaja na praskim Starym Mieście (1743–1751, budowę rozpoczął jego ojciec),
- pałac Kinskich w Pradze,
- Pałac Fürstenbergów w Pradze.

poza Pragą:
- południowa część i fasada kolegium jezuickiego w Ołomuńcu (1720–1722),
- pątniczy kościół Narodzenia NMP w Nicovie (1721),
- kościół św. Wojciecha w Počaplach koło Terezína (do 1726),
- Broumovska grupa kościołów:
  - kaplica Matki Bożej Śnieżnej na górze Hvězda (1732–1733),
  - kościół św. Prokopa w Bezděkovie nad Metují (1724–1727),
  - Kościół św. Marii Magdaleny w Božanovie (1733–1738)
  - kościół Wszystkich Świętych w Heřmánkovicach (1722–1726),
  - Kościół św. Barbary w Otovicach (kraj hradecki) (1725–1726),
  - kościół św. Anny w Vižňovie (1725–1727),
- przebudowa w stylu barokowym:
  - biblioteki klasztoru benedyktynów w Broumovie
  - kościoła pw. św. Wojciecha w Broumovie, klasztornego
  - kościoła św. Wacława w Broumovie (1726–1733),
  - kościoła św. Małgorzaty w Šonovie (1726–1730),
- opactwo benedyktynów w Legnickim Polu (1727–1731),
- kościół św. Marii Magdaleny w Karlovych Varach (1729–1730)[potrzebny przypis],
- dokończenie budowy klasztoru w Kladrubach po śmierci architekta Jana Blažeja Santini-Aichela (do 1732),
- kościół św. Franciszka Ksawerego w Opařanach (1732–1735),
- kościół św. Klimenta w Odolenie Vodzie (1733–1735),
- kościół Panny Marii Bolesnej w Dobrej Vodzie (1733–1735),
- kościół św. Jana Nepomucena w Nepomuku (1734–1738),
- klasztor urszulanek w Kutnej Horze (1735),
- kościół św. Piotra i Pawła w Březnie (po 1737),
- kościół Narodzenia NMP w Hořicach (1741–1748),
- kościół św. Jakuba Większego w Červeným Kostelcu (1744–1754, przebudowa),
- kościół Wniebowzięcia NMP w Přešticach (po 1745),
- kościół klasztorny i konwent w Dolním Ročovie (1746–1750),
- Pałac Hrdly (1746–1747),
- kościół św. Marcina w Chválenicach (1747–1752),
- kościół św. Jana Chrzciciela w Paštikach u Blatné (1748–1749),
- fasada kościoła św. Piotra w Wiedniu.